# اوگو توماتزی
اوگو توماتزی (انگلیسی: Ugo Tomeazzi؛ زادهٔ ۱۲ دسامبر ۱۹۴۰) بازیکن فوتبال اهل ایتالیا است.
از باشگاه‌هایی که در آن بازی کرده‌است می‌توان به باشگاه فوتبال اینتر میلان، باشگاه فوتبال مودنا، باشگاه فوتبال تورینو، باشگاه فوتبال مونتسا، و باشگاه فوتبال ناپولی اشاره کرد.
وی همچنین در تیم ملی فوتبال ایتالیا بازی کرده‌است.